# Еммерет Рід Данн
Еммерет Рід Данн (англ. Emmett Reid Dunn; 1894–1956) — американський біолог, герпетолог. Автор зоологічних таксонів.

## Біографія
Здобув ступінь магістра в Гаверфордському коледжі та ступінь доктора у Гарвардському університеті. Відтак викладав у коледжі Сміт. Отримав Грант Ґуґґенгайма, після чого став професором біології в Гаверфордському коледжі. Він також був куратором відділу рептилій і амфібій в Академії природничих наук Філадельфії. Він працював редактором наукового журналу «Copeia» з 1924 по 1929 роки. Вивчав герпетофауну в Панамі та досліджував фауну саламандр на сході США.

## Епоніми
На честь Еммерета Данна названі:
- види ящірок:
  - Anolis dunni H.M. Smith, 1936
  - Micrablepharus dunni Laurent, 1949
  - Sphaerodactylus dunni K.P. Schmidt, 1936
- види та підвиди змій:
  - Atractus dunni Savage, 1955
  - Geophis dunni K.P. Schmidt, 1932
  - Hydromorphus dunni Slevin, 1942
  - Porthidium dunni (Hartweg and J.A. Oliver, 1938)
  - Sibon dunni J.A. Peters, 1957
  - Sinonatrix dunni (Malnate, 1968)
  - Liasis mackloti dunni Stull, 1932
  - Mastigodryas boddaerti dunni (L.C. Stuart, 1933)
  - Micrurus dissoleucus dunni Barbour(інші мови), 1923
- вид черепах:
  - Kinosternon dunni K.P. Schmidt, 1947 — Colombian mud turtle